# WDF Europe Cup Youth
Der WDF Europe Cup Youth ist die Europameisterschaft für unter 18-Jährige des offiziellen Darts-Weltverbandes WDF und findet jährlich statt. Sein Konterpart im Erwachsenenbereich ist der WDF Europe Cup.

## Geschichte
Das erste Mal veranstaltet wurde der WDF Europe Cup Youth 1990. In den ersten Jahren fand das Turnier jeweils in Billund (Dänemark) statt, seit 1995 wird es an wechselnden Veranstaltungsorten quer durch Europa durchgeführt. 2020 und 2021 wurde das Turnier aufgrund der COVID-19-Pandemie abgesagt, die beiden Austragungen hätten in Budapest (2020) und Wien (2021) durchgeführt werden sollen. Dort wurden sie nun 2022 und 2023 durchgeführt. 2024 fand das Event in Riga statt, 2025 wurde das Turnier in Assen ausgetragen.
Der Bewerb ist insofern ein besonderer, da viele der späteren Stars des Darts an ihm teilnahmen bzw. ihn gewannen. So konnten etwa Vincent van der Voort (1991) und Max Hopp (2012) bzw. die späteren Weltmeister Stephen Bunting (2002), Michael van Gerwen (2006) und Luke Littler (2022) den Jungeneinzelbewerb des WDF Europe Cup Youth für sich entscheiden, der Mädcheneinzelbewerb wurde etwa von Anastasia Dobromyslova (2001, 2002) oder der späteren mehrfachen Damenweltmeisterin Beau Greaves gewonnen. Den Jungendoppelbewerb gewannen zusätzlich dazu noch Spieler wie etwa James Wade (2000), Jan Dekker (2007), Jeffrey de Zwaan (2010, 2011, 2012) oder Rusty-Jake Rodriguez (2017), bei dem der Mädchen war bspw. Fallon Sherrock (2011) erfolgreich.

## Modus

### Jungen
Bei den Jungen besteht ein Nationalteam aus jeweils 4 Spielern, welche jeweils an einem Einzel-, einem Doppel- und einem Teambewerb teilnehmen. Die Ergebnisse dieser separaten Bewerbe, bei welcher Einzel-, Doppel- und Teameuropameister gekürt werden, fließen alle in eine Gesamtwertung ein. Die Nation, welche am Ende an der Spitze dieser steht, gewinnt diese.

### Mädchen
Bei den Mädchen hingegen setzt sich ein Nationalteam aus 2 Spielerinnen zusammen, sie bestreiten jeweils einen Einzel-, einen Doppel- sowie seit 2025 einen Teambewerb. Auch deren Resultate fließen in ein Gesamtranking, dessen Siegernation am Ende des Turniers gekürt wird, ein.

## Ergebnisse

### Jungen

#### Jungeneinzel
| Jahr | Austragungsort                          | Sieger                                  | Ergebnis                                | Gegner                                  |
| ---- | --------------------------------------- | --------------------------------------- | --------------------------------------- | --------------------------------------- |
| 1990 | Billund                                 | Peter van Tilborg                       | ? : ?                                   | Brian Christensen                       |
| 1991 | Billund                                 | Vincent van der Voort                   | 3 : 2                                   | Jan-Inge Arnesen                        |
| 1992 | Billund                                 | Orjan Thomsson                          | 3 : 0                                   | Jonas Bergström                         |
| 1993 | Billund                                 | Sami Salama                             | ? : ?                                   | Mikko Larinen                           |
| 1994 | Horsens                                 | Christian Lechtken                      | ? : ?                                   | Ole-Kenneth Thomasson                   |
| 1995 | Arnhem                                  | Steve Douglas                           | 3 : 1                                   | Niels Kippersluis                       |
| 1996 | Bremen                                  | Nick Buckingham                         | 2 : 0                                   | Aaron Turner                            |
| 1997 | Tampere                                 | Leon Wormack                            | ? : ?                                   | Carsten Hoffmann                        |
| 1998 | Sofia                                   | Igor Manturov                           | ? : ?                                   | Brian Svendsen                          |
| 1999 | Vejle                                   | Jeroen van Leeuwen                      | 2 : 0                                   | Savvas Georgiadis                       |
| 2000 | Gibraltar                               | Jeroen van Leeuwen                      | ? : ?                                   | Stephen Bunting                         |
| 2001 | Bremen                                  | Joey ten Berge                          | 2 : 1                                   | Markus Korhonen                         |
| 2002 | Mechelen                                | Stephen Bunting                         | 2 : 0                                   | Stevie Moreira                          |
| 2003 | Folkestone                              | Dennis Labee                            | 2 : 1                                   | Cliff Williams                          |
| 2004 | Bremen                                  | Jonny Nijs                              | ? : ?                                   | Robin Ferdinandus                       |
| 2005 | Noordwijkerhout                         | Jonny Nijs                              | 4 : 1                                   | Ross Smith                              |
| 2006 | Kalkar                                  | Michael van Gerwen                      | 3 : 1                                   | Pieter Collijn                          |
| 2007 | Folkestone                              | Maarten Pape                            | 3 : 0                                   | Wesley van de Hurk                      |
| 2008 | Swansea                                 | Shaun Griffiths                         | ? : ?                                   | Paddy Meaney                            |
| 2009 | Veldhoven                               | Oskar Lukasiak                          | ? : ?                                   | Jamie Lewis                             |
| 2010 | Kirchheim                               | Nick Kenny                              | 3 : 1                                   | Paddy Meaney                            |
| 2011 | Aberdeen                                | Jimmy Hendriks                          | 3 : 1                                   | Jake Jones                              |
| 2012 | Antwerpen                               | Max Hopp                                | 3 : 2                                   | Jeffrey de Zwaan                        |
| 2013 | Keszthely                               | Quin Wester                             | 3 : 0                                   | Casper Rasmussen                        |
| 2014 | Wien                                    | Colin Roelofs                           | 2 : 0                                   | Rhys Griffin                            |
| 2015 | Bredsten Sogn                           | Nico Schlund                            | 3 : 2                                   | Maikel Verberk                          |
| 2016 | Budapest                                | Justin van Tergouw                      | 3 : 1                                   | Keane Barry                             |
| 2017 | Malmö                                   | Jarred Cole                             | 2 : 1                                   | Justin van Tergouw                      |
| 2018 | Ankara                                  | Jurjen van der Velde                    | 3 : 2                                   | Keane Barry                             |
| 2019 | Ankara                                  | Leighton Bennett                        | 3 : 1                                   | Jurjen van der Velde                    |
| 2020 | Abgesagt aufgrund der COVID-19-Pandemie | Abgesagt aufgrund der COVID-19-Pandemie | Abgesagt aufgrund der COVID-19-Pandemie | Abgesagt aufgrund der COVID-19-Pandemie |
| 2021 | Abgesagt aufgrund der COVID-19-Pandemie | Abgesagt aufgrund der COVID-19-Pandemie | Abgesagt aufgrund der COVID-19-Pandemie | Abgesagt aufgrund der COVID-19-Pandemie |
| 2022 | Budapest                                | Luke Littler                            | 6 : 1                                   | Archie Self                             |
| 2023 | Wien                                    | Yorick Hofkens                          | 6 : 3                                   | Thomas Banks                            |
| 2024 | Riga                                    | Jenson Walker                           | 6 : 3                                   | Yorick Hofkens                          |
| 2025 | Assen                                   | Mitchell Lawrie                         | 6 : 4                                   | Mason Teese                             |

#### Jungendoppel
| Jahr | Austragungsort                          | Sieger                                  | Ergebnis                                | Gegner                                  |
| ---- | --------------------------------------- | --------------------------------------- | --------------------------------------- | --------------------------------------- |
| 1990 | Billund                                 | Peter van Tilborg/Vincent van der Voort | 3 : 2                                   | Morten Holar/Stig-Jarle Knudsen         |
| 1991 | Billund                                 | Christian Lechtken/Dieter Hartenfels    | 3 : 1                                   | Jan-Inge Arnesen/Jani Tamminen          |
| 1992 | Billund                                 | Michael Lund/Tonny Brondum              | 3 : 0                                   | Christian Lechtken/Daniel Wegmann       |
| 1993 | Billund                                 | Jani Lavikainen/Mikko Larinen           | ? : ?                                   | Christian Lechtken/Jyhan Artut          |
| 1994 | Horsens                                 | Christian Andersson/Per Knutson         | ? : ?                                   | Jarkko Komula/Mikko Larinen             |
| 1995 | Arnhem                                  | Arjan Moen/Robin Brandsen               | 3 : 2                                   | Nick Buckingham/Steve Douglas           |
| 1996 | Bremen                                  | Nick Buckingham/Alan Sutch              | 3 : 2                                   | Aaron Turner/Martin Whatmough           |
| 1997 | Tampere                                 | Steven Smith/Leon Wormack               | ? : ?                                   | Aaron Turner/Matt Chapman               |
| 1998 | Sofia                                   | Niels Klausen/Peter Sondergard          | ? : ?                                   | Kim Viljanen/Petri Rauhala              |
| 1999 | Vejle                                   | Mark Jones/Matt Chapman                 | 3 : 1                                   | Igor Manturov/Michal Leonov             |
| 2000 | Gibraltar                               | James Wade/Jason Crawley                | ? : ?                                   | Jerry Wulfe/Thomas Porkert              |
| 2001 | Bremen                                  | Adam King/Jason Crawley                 | 3 : 1                                   | Joey ten Berge/Robert Heikamp           |
| 2002 | Mechelen                                | Alexander Alexandrov/Mikita Medvedev    | 3 : 1                                   | Chris Loudon/David Morrison             |
| 2003 | Folkestone                              | Dennis Labee/Sven van Dun               | 3 : 2                                   | Andrew Howarth/Chris Doughty            |
| 2004 | Bremen                                  | Christopher Klimek/Kevin Münch          | ? : ?                                   | Patrick Kloh/Steven Krause              |
| 2005 | Noordwijkerhout                         | Jonny Nijs/Michael van Gerwen           | ? : ?                                   | Jason Cullen/Noel Touhy                 |
| 2006 | Kalkar                                  | Michael van Gerwen/Sven van Dun         | ? : ?                                   | Kevin Münch/Michael Fey                 |
| 2007 | Folkestone                              | Jan Dekker/Pieter Collijn               | 4 : 1                                   | David Pallett/Ricky Evans               |
| 2008 | Swansea                                 | Jeffrey Stigter/Maarten Pape            | ? : ?                                   | David Coyne/Paddy Meaney                |
| 2009 | Veldhoven                               | Edwin Torbjörnsson/Oskar Lukasiak       | ? : ?                                   | Juuso Raittila/Tuomas Tikka             |
| 2010 | Kirchheim                               | Jeffrey de Zwaan/Jeffrey Stigter        | 4 : 1                                   | Juuso Raittila/Tuomas Tikka             |
| 2011 | Aberdeen                                | Jeffrey de Zwaan/Mike Zuydwijk          | 4 : 0                                   | Jimmy Hendriks/Jimmy van Schie          |
| 2012 | Antwerpen                               | Quin Wester/Jeffrey de Zwaan            | 4 : 2                                   | Arron Fairweather/Bradley Halls         |
| 2013 | Keszthely                               | Colin Roelofs/Quin Wester               | 4 : 1                                   | Dylan Sinclair/Liam Gallagher           |
| 2014 | Wien                                    | Andreas Bergø/Nicolai Rasmussen         | 4 : 2                                   | Dean Finn/Ronan McDonagh                |
| 2015 | Bredsten Sogn                           | Justin van Tergouw/Maikel Verberk       | 4 : 0                                   | Conor Heneghan/Mark Connolly            |
| 2016 | Budapest                                | Maikel Verberk/Justin van Tergouw       | 4 : 1                                   | Wesley Hurrebrink/Levy Frauenfelder     |
| 2017 | Malmö                                   | Thomas Langer/Rusty-Jake Rodriguez      | 4 : 2                                   | Marvin van Velzen/Justin van Tergouw    |
| 2018 | Ankara                                  | Keane Barry/Killian Heffernan           | 4 : 2                                   | Brandon Nicoll/Nathan Girvan            |
| 2019 | Ankara                                  | Jurjen van der Velde/Luke van der Kwast | 4 : 3                                   | Tomáš Houdek/Vilém Šedivý               |
| 2020 | Abgesagt aufgrund der COVID-19-Pandemie | Abgesagt aufgrund der COVID-19-Pandemie | Abgesagt aufgrund der COVID-19-Pandemie | Abgesagt aufgrund der COVID-19-Pandemie |
| 2021 | Abgesagt aufgrund der COVID-19-Pandemie | Abgesagt aufgrund der COVID-19-Pandemie | Abgesagt aufgrund der COVID-19-Pandemie | Abgesagt aufgrund der COVID-19-Pandemie |
| 2022 | Budapest                                | Thomas Banks/Charlie Manby              | 5 : 2                                   | Dylan van Lierop/Bradly Roes            |
| 2023 | Wien                                    | Thomas Banks/Archie Self                | 5 : 2                                   | Alexander Steinmetz/Yorick Hofkens      |
| 2024 | Riga                                    | Jenson Walker/Alfie Busby               | 5 : 3                                   | Levente Sepsi/Balázs Szoták             |
| 2025 | Assen                                   | Jack Nankervis/Mason Teese              | 5 : 0                                   | Aidan O’Hara/Jack Courtney              |

#### Jungenteam
| Jahr | Austragungsort                          | Sieger                                                                                   | Ergebnis                                | Gegner                                                                                  |
| ---- | --------------------------------------- | ---------------------------------------------------------------------------------------- | --------------------------------------- | --------------------------------------------------------------------------------------- |
| 1990 | Billund                                 | Dänemark Birger Nielsen Brian Christensen Jesper Hansen Thomas Hansen                    | 9 : 8                                   | Deutschland Andree Welge Dieter Hartenfels Dirk Hagemeister Thorsten Behr               |
| 1991 | Billund                                 | Dänemark Christian Sorensen Jesper Hansen Jimmy Petersen Thomas Hansen                   | ? : ?                                   | Finnland Pekka Talonen Jani Tamminen Jani Hellsten Jari Nissinen                        |
| 1992 | Billund                                 | Norwegen John Sandåker Johnny Larsen Kenneth Thomassen Jan-Inge Arnesen                  | 9 : 2                                   | Schweden Frederik Persson Jonas Bergström Kristian Thålin Orjan Thomsson                |
| 1993 | Billund                                 | Finnland Jani Lavikainen Jarkko Komula Mikko Larinen Sami Salama                         | ? : ?                                   | Schweden Christian Andersson Jonas Bergström ???                                        |
| 1994 | Horsens                                 | Finnland Janne Aman Jarkko Komula Mikko Larinen Tommy Tyvelä                             | ? : ?                                   | Deutschland Christian Lechtken Karsten Wieggrebe Maik Kummerhove Gordon Kalke           |
| 1995 | Arnhem                                  | Finnland Kimmo Peratalo Riku Pyrrö Ilkka Kovanen Jaakko Huhta                            | 9 : 1                                   | England Alan Sutch Louis Blundell Nick Buckingham Steve Douglas                         |
| 1996 | Bremen                                  | England Aaron Turner Alan Sutch Martin Whatmough Nick Buckingham                         | 9 : 4                                   | Schweden Daniel Larsson Henrik Olofsson Ken Fårnefors Tonni Tordelius                   |
| 1997 | Tampere                                 | England Steven Smith Aaron Turner Leon Womack Matt Chapman                               | 9 : 7                                   | Dänemark Michael Caroe-Jensen Nicki Hakonson Niels Klausen Ronnie Thomassen             |
| 1998 | Sofia                                   | Niederlande Kevin Vennik ???                                                             | ? : ?                                   | Dänemark Brian Svendsen Nicki Hakonson Niels Klausen Peter Sondergard                   |
| 1999 | Vejle                                   | Dänemark Nicki Hakonson Niels Klausen Peter Sonderby Steffen Hansen                      | 9 : 7                                   | Niederlande Jeroen van Leeuwen Jordy Hoeben Mareno Michels Arjan van der Mey            |
| 2000 | Gibraltar                               | England Adam King James Wade Jason Crawley Stephen Bunting                               | ? : ?                                   | Niederlande Jeroen van Leeuwen Jordy Hoeben Robert Heikamp Wesley Daniels               |
| 2001 | Bremen                                  | Russland Nikita Medvedev Stanislav Megerya Aleksei Kadotschnikow Sergei Simaschko        | 9 : 8                                   | England Stephen King Craig Harrod Jason Crawley Stephen Bunting                         |
| 2002 | Mechelen                                | Schottland Chris Coyle Chris Loudon Chris Mackie David Morrison                          | 9 : 5                                   | England Jason Crawley Kevin McDine Michael Hammond Stephen Bunting                      |
| 2003 | Folkestone                              | Niederlande Dennis Labee Jeroen Verhoeven Jerry Hendriks Sven van Dun                    | 9 : 7                                   | England Andrew Howarth Chris Doughty Kirk Shepherd Michael Hammond                      |
| 2004 | Bremen                                  | Dänemark Dennis Frederiksen Kenneth Simmonsen Nikolai Frets Vladimir Andersen            | ? : ?                                   | Schweden Andreas Soderberg Christian Johnsson Fredrik Edstrom Oskar Lukasiak            |
| 2005 | Noordwijkerhout                         | Niederlande Jonny Nijs Michael van Gerwen Pieter Collijn Ronnie Bredewoud                | ? : ?                                   | Irland Jason Cullen Mick O’Boyle Noel Touhy Sean Flemming                               |
| 2006 | Kalkar                                  | Niederlande Jan Dekker Michael van Gerwen Pieter Collijn Sven van Dun                    | ? : ?                                   | England David Pallett Richie George Ricky Evans Ross Smith                              |
| 2007 | Folkestone                              | Niederlande Jan Dekker Maarten Pape Pieter Collijn Wesley van de Hurk                    | 9 : 5                                   | Belgien Dimitri Dewitte Jeffrey Vanbergen Kevin Dockx Niels Vanbergen                   |
| 2008 | Swansea                                 | Niederlande Boyd Meijer Gilbert van der Meijden Jeffrey Stigter Maarten Pape             | ? : ?                                   | England James Hubbard James Jennings Ricky Evans Shaun Griffiths                        |
| 2009 | Veldhoven                               | Niederlande Daniel van Mourik Gilbert van der Meijden Jeffrey Sparidaans Jeffrey Stigter | ? : ?                                   | Schweden Birk Kamp Charlie Guldvinge Edwin Torbjörnsson Oskar Lukasiak                  |
| 2010 | Kirchheim                               | England Ben Songhurst Jake Jones Josh Payne Matthew Dicken                               | ? : ?                                   | Niederlande Gilbert van der Meijden Jeffrey de Zwaan Jeffrey Sparidaans Jeffrey Stigter |
| 2011 | Aberdeen                                | England Jake Jones Josh McCarthy Josh Payne Thomas Chant                                 | 9 : 6                                   | Niederlande Jeffrey de Zwaan Jimmy Hendriks Jimmy van Schie Mike Zuydwijk               |
| 2012 | Antwerpen                               | Niederlande Quin Wester Sven Groen Jeffrey de Zwaan Kevin Voornhout                      | 9 : 8                                   | England Arron Fairweather Bradley Halls Josh McCarthy Zak Cross                         |
| 2013 | Keszthely                               | Niederlande Berry van Peer Colin Roelofs Kevin Doets Quin Wester                         | 9 : 4                                   | Deutschland Henrik Dane Manuel Topp Marc Legant Marvin Wehder                           |
| 2014 | Wien                                    | Niederlande Berry van Peer Colin Roelofs Kevin Doets Niels Zonneveld                     | 9 : 6                                   | Wales Cavan Phillips Morgan Dobbs Rhys Griffin Sam Weaver                               |
| 2015 | Bredsten Sogn                           | Irland Conor Heneghan Dean Finn Mark Connolly Ronan McDonagh                             | 9 : 7                                   | Niederlande Jeffrey Ballast Job ten Heuvel Justin van Tergouw Maikel Verberk            |
| 2016 | Budapest                                | Niederlande Maikel Verberk Justin van Tergouw Wesley Hurrebrink Levy Frauenfelder        | 9 : 4                                   | Deutschland Aaron Rahlfs Marc Heller Nico Schlund Kevin Troppmann                       |
| 2017 | Malmö                                   | Niederlande Levy Frauenfelder Marvin van Velzen Wessel Nijman Justin van Tergouw         | 9 : 5                                   | England Jarred Cole Jack Vincent Keelan Kay Owen Maiden                                 |
| 2018 | Ankara                                  | Niederlande Jurjen van der Velde Levy Frauenfelder Marcel Bus Ricardo van der Vloed      | 9 : 5                                   | England Alex Gurr Brad Phillips Jack Vincent Keelan Kay                                 |
| 2019 | Ankara                                  | Irland Damien Moore Dylan Slevin Keane Barry Killian Heffernan                           | 9 : 8                                   | Niederlande Danny Jansen Jurjen van der Velde Luke van der Kwast Marcel Bus             |
| 2020 | Abgesagt aufgrund der COVID-19-Pandemie | Abgesagt aufgrund der COVID-19-Pandemie                                                  | Abgesagt aufgrund der COVID-19-Pandemie | Abgesagt aufgrund der COVID-19-Pandemie                                                 |
| 2021 | Abgesagt aufgrund der COVID-19-Pandemie | Abgesagt aufgrund der COVID-19-Pandemie                                                  | Abgesagt aufgrund der COVID-19-Pandemie | Abgesagt aufgrund der COVID-19-Pandemie                                                 |
| 2022 | Budapest                                | England Thomas Banks Archie Self Charlie Manby Luke Littler                              | 9 : 0                                   | Irland Robbie Curran Keanan Norris Sean McKeon Adam Dee                                 |
| 2023 | Wien                                    | England Thomas Banks Archie Self Jenson Walker Callum Beddow                             | 9 : 3                                   | Ungarn András Borbély Zsombor Baranyi Szoták Balázs Rajmund Papp                        |
| 2024 | Riga                                    | Irland Sean McKeon Callum Coade Aidan O’Hara Shane Porter                                | 9 : 7                                   | Niederlande Massimo Balsamo Kendji Steinbach Daan Toxopeus Bradley van der Velden       |
| 2025 | Assen                                   | Schottland Barry Watson Kyle Davidson Mitchell Lawrie Adam Craik                         | 9 : 5                                   | England Mason Teese Sam Jackson Jack Nankervis Oliver Haughan                           |

### Mädchen

#### Mädcheneinzel
| Jahr | Austragungsort                          | Siegerin                                | Ergebnis                                | Gegnerin                                |
| ---- | --------------------------------------- | --------------------------------------- | --------------------------------------- | --------------------------------------- |
| 1990 | Billund                                 | Ann-Louise Peters                       | ? : ?                                   | Karina Knudsen                          |
| 1991 | Billund                                 | Ann-Louise Peters                       | ? : ?                                   | Karina Knudsen                          |
| 1992 | Billund                                 | Ann-Louise Peters                       | ? : ?                                   | Jane Wiren                              |
| 1993 | Billund                                 | Jane Wiren                              | ? : ?                                   | Anna Sörensen                           |
| 1994 | Horsens                                 | Mieke de Boer                           | ? : ?                                   | Janni Madsen                            |
| 1995 | Arnhem                                  | Caroline Lee                            | 3 : 2                                   | Mieke de Boer                           |
| 1996 | Bremen                                  | Caroline Lee                            | 3 : 2                                   | Mieke de Boer                           |
| 1997 | Tampere                                 | Caroline Lee                            | ? : ?                                   | Leanne Mansell                          |
| 1998 | Sofia                                   | Donna Brongers                          | ? : ?                                   | Pia Laursen                             |
| 1999 | Vejle                                   | Diana Secreve                           | 3 : 1                                   | Anastassija Dobromyslowa                |
| 2000 | Gibraltar                               | Rhiannion Thomas                        | ? : ?                                   | Helena Löfstrand                        |
| 2001 | Bremen                                  | Anastassija Dobromyslowa                | 3 : 0                                   | Clare Stewart                           |
| 2002 | Mechelen                                | Anastassija Dobromyslowa                | 3 : 1                                   | Nicole Osthues                          |
| 2003 | Folkestone                              | Nicole Osthues                          | 3 : 1                                   | Jody-Lee Hopkins                        |
| 2004 | Bremen                                  | Kate Dando                              | ? : ?                                   | Nicole Osthues                          |
| 2005 | Noordwijkerhout                         | Carla Molema                            | 4 : 3                                   | Kimberley Lewis                         |
| 2006 | Kalkar                                  | Kimberley Lewis                         | ? : ?                                   | Thea Kaaijk                             |
| 2007 | Folkestone                              | Jenny Lieverkus                         | ? : ?                                   | Harriet Wolton                          |
| 2008 | Swansea                                 | Gabriella Asthammer                     | ? : ?                                   | Asaria Hintzsche-Oehme                  |
| 2009 | Veldhoven                               | Zoe Jones                               | ? : ?                                   | Aliisa Koskivirta                       |
| 2010 | Kirchheim                               | Anna Yakoleva                           | ? : ?                                   | Anastasia Belayeva                      |
| 2011 | Aberdeen                                | Alannah Waters                          | 4 : 0                                   | Sarah Rosen                             |
| 2012 | Antwerpen                               | Casey Gallagher                         | 4 : 1                                   | Ann-Kathrin Wigmann                     |
| 2013 | Keszthely                               | Casey Gallagher                         | 4 : 0                                   | Anna-Maria Schultze                     |
| 2014 | Wien                                    | Robyn Byrne                             | 4 : 2                                   | Lidia Koltsova                          |
| 2015 | Bredsten Sogn                           | Layla Brussel                           | 4 : 3                                   | Christina Schuler                       |
| 2016 | Budapest                                | Beau Greaves                            | 4 : 1                                   | Christina Schuler                       |
| 2017 | Malmö                                   | Emine Dursun                            | 4 : 1                                   | Vivien Czipó                            |
| 2018 | Ankara                                  | Beau Greaves                            | 4 : 1                                   | Emine Dursan                            |
| 2019 | Ankara                                  | Tamara Kovács                           | 4 : 3                                   | Lerena Rietbergen                       |
| 2020 | Abgesagt aufgrund der COVID-19-Pandemie | Abgesagt aufgrund der COVID-19-Pandemie | Abgesagt aufgrund der COVID-19-Pandemie | Abgesagt aufgrund der COVID-19-Pandemie |
| 2021 | Abgesagt aufgrund der COVID-19-Pandemie | Abgesagt aufgrund der COVID-19-Pandemie | Abgesagt aufgrund der COVID-19-Pandemie | Abgesagt aufgrund der COVID-19-Pandemie |
| 2022 | Budapest                                | Aurora Fochesato                        | 5 : 1                                   | Amy Evans                               |
| 2023 | Wien                                    | Aurora Fochesato                        | 5 : 2                                   | Zehra Gemi                              |
| 2024 | Riga                                    | Sophie McKinlay                         | 5 : 1                                   | Aurora Fochesato                        |
| 2025 | Assen                                   | Paige Pauling                           | 5 : 0                                   | Ruby Grey                               |

#### Mädchendoppel
| Jahr | Austragungsort                          | Siegerinnen                                  | Ergebnis                                | Gegnerinnen                             |
| ---- | --------------------------------------- | -------------------------------------------- | --------------------------------------- | --------------------------------------- |
| 1990 | Billund                                 | Anja Vonscheidt/Heike Jacob                  | ? : ?                                   | Fiona Vermaat/Ilse Mennen               |
| 1991 | Billund                                 | Ann-Louise Peters/Karina Knudsen             | ? : ?                                   | Anca Zijlstra/Ilse Mennen               |
| 1992 | Billund                                 | Ann-Louise Peters/Heidi Nielsen              | ? : ?                                   | Jessica Larsson/Anna Jönsson            |
| 1993 | Billund                                 | Jane Wiren/Sari Liimatta                     | ? : ?                                   | Anna Sörensen/Pernilla Brandt           |
| 1994 | Horsens                                 | Jane Wiren/Sari Liimatta                     | ? : ?                                   | Michelle Howson/Patricia Behrens        |
| 1995 | Arnhem                                  | Caroline Lee/Laura Barnard                   | 3 : 1                                   | Agnes van Antwerpen/Mieke de Boer       |
| 1996 | Bremen                                  | Caroline Lee/Laura Barnard                   | 3 : 1                                   | Anna Sörensen/Annelie Andersson         |
| 1997 | Tampere                                 | Caroline Lee/Laura Barnard                   | 3 : 0                                   | Janni Madsen/Jeanet Smidt               |
| 1998 | Sofia                                   | Janine Gough/Rhiannon Thomas                 | ? : ?                                   | Jeanet Smidt/Pia Laursen                |
| 1999 | Vejle                                   | Anastasia Borissova/Anastassija Dobromyslowa | 3 : 0                                   | Carly Blay/Laura Turner                 |
| 2000 | Gibraltar                               | Janine Gough/Rhiannon Thomas                 | ? : ?                                   | Emma Stener/Helena Löfstrand            |
| 2001 | Bremen                                  | Clare Stewart/Laura Turner                   | 3 : 0                                   | Orsolya Bodi/Nora Fekete                |
| 2002 | Mechelen                                | Orsolya Bodi/Nora Fekete                     | 3 : 2                                   | Carla Molema/Melissa Landkroon          |
| 2003 | Folkestone                              | Jody-Lee Hopkins/Natalie Tucker              | 3 : 1                                   | Kate Dando/Samantha Petchey             |
| 2004 | Bremen                                  | Kerstin Lederbogen/Nicole Osthues            | ? : ?                                   | Marie Madocs-Moen/Tontje Naas-Hagen     |
| 2005 | Noordwijkerhout                         | Chantal Snijders/Carla Molema                | 4 : 3                                   | Irina Adrianova/Olesia Pgareva          |
| 2006 | Kalkar                                  | Benita Göbel/Kerstin Lederbogen              | 4 : 2                                   | Kimberley Lewis/Kylie Murphy            |
| 2007 | Folkestone                              | Jenny Lieverkus/Asaria Hintzsche-Oehme       | ? : ?                                   | Joyce Janssens/Vanity Muller            |
| 2008 | Swansea                                 | Gabriella Asthammer/Linda Odén               | ? : ?                                   | Kristie Struker/Lynn Poolen             |
| 2009 | Veldhoven                               | Lauren Hitchens/Zoe Jones                    | ? : ?                                   | Gemma Bowen/Kimberley Lewis             |
| 2010 | Kirchheim                               | Gemma Bowen/Kimberley Lewis                  | ? : ?                                   | Lynn Poolen/Annet van Elten             |
| 2011 | Aberdeen                                | Fallon Sherrock/Felicia Blay                 | 4 : 2                                   | Emily Davidson/Louise Duncan            |
| 2012 | Antwerpen                               | Casey Gallagher/Josie Paterson               | 4 : 1                                   | Anna Yakovleva/Sofiya Loginova          |
| 2013 | Keszthely                               | Casey Gallagher/Natasha Eaves                | 4 : 0                                   | Natasha Gregersen/Sofie-Jahn Bendorff   |
| 2014 | Wien                                    | Leeah Fox/Robyn Byrne                        | 4 : 0                                   | Ramona Reti/Vivien Czipó                |
| 2015 | Bredsten Sogn                           | Kitti Neumajer/Vivien Czipó                  | 4 : 0                                   | Anastasia Suvorova/Veronika Koroleva    |
| 2016 | Budapest                                | Kitti Neumajer/Vivien Czipó                  | 4 : 3                                   | Beau Greaves/Danielle Ashton            |
| 2017 | Malmö                                   | Lerena Rietbergen/Layla Brussel              | 4 : 1                                   | Katie Sheldon/Amy Byrne                 |
| 2018 | Ankara                                  | Shannon Reeves/Beau Greaves                  | 4 : 1                                   | Hatice-Sinem Sengul/Emine Dursan        |
| 2019 | Ankara                                  | Beau Greaves/Shannon Reeves                  | 4 : 3                                   | Chloe O’Brien/Sophie Mckinlay           |
| 2020 | Abgesagt aufgrund der COVID-19-Pandemie | Abgesagt aufgrund der COVID-19-Pandemie      | Abgesagt aufgrund der COVID-19-Pandemie | Abgesagt aufgrund der COVID-19-Pandemie |
| 2021 | Abgesagt aufgrund der COVID-19-Pandemie | Abgesagt aufgrund der COVID-19-Pandemie      | Abgesagt aufgrund der COVID-19-Pandemie | Abgesagt aufgrund der COVID-19-Pandemie |
| 2022 | Budapest                                | Tamara Kovács/Krisztina Turai                | 4 : 2                                   | Zahra Gemi/Havva Nur Karaman            |
| 2023 | Wien                                    | Zehra Gemi/Belinay Pelivan                   | 4 : 2                                   | Paige Pauling/Hannah Meek               |
| 2024 | Riga                                    | Sophie McKinlay/Jessica Matheson             | 4 : 3                                   | Dilara Davulcu/Zehra Gemi               |
| 2025 | Assen                                   | Yazmine Ruck-Havard/Abbie Brewster           | 4 : 3                                   | Krisztina Turai/Hanna Márta Rábaközi    |

#### Mädchenteam
| Jahr | Austragungsort | Siegerinnen                        | Ergebnis | Gegnerinnen                     |
| ---- | -------------- | ---------------------------------- | -------- | ------------------------------- |
| 2025 | Assen          | Türkei Ceylin Ataş Ayşegül Karagöz | 3 : 2    | England Paige Pauling Ruby Grey |